# Cytyzyna
Cytyzyna – organiczny związek chemiczny, alkaloid chinolizydynowy o silnych własnościach toksycznych. Występujące we wszystkich częściach złotokapu zwyczajnego (Laburnum anagyroides).

## Budowa i otrzymywanie
Cytyzyna zbudowana jest z bispidyny (tj. 3,7-diazabicyklo[3.3.1]nonanu) skondensowanej z 2-pirydonem. Naturalna (–)-cytyzyna ma konfigurację 1R,5S węzłowych atomów węgla i skręcalność optyczną [α]20D −114° (c = 1 g/100 ml etanolu).
Została wyizolowana ze złotokapu przez A. Partheila w roku 1894. Pierwszą syntezę chemiczną związku racemicznego opublikowali w roku 1955 Eugene E. van Tamelen i John S. Baran, a syntezę enancjoselektywną enancjomeru (–) (i potencjalnie enancjomeru (+), tj. ent-cytyzyny) opisał Bruno Danielli i wsp. w roku 2004, wychodząc z monooctanu cis-piperydyno-3,5-dimetanolu.
Na skalę przemysłową otrzymywana jest z nasion złotokapu zwyczajnego.

## Działanie biologiczne
Cytyzyna działa pobudzająco na autonomiczny układ nerwowy, głównie na ośrodek oddechowy. Pobudza również ośrodek naczynioruchowy, zwiększa wydzielanie adrenaliny przez rdzeń nadnerczy i powoduje podwyższenie ciśnienia krwi. Spożycie większych dawek, np. nasion czy kwiatów złotokapu powoduje objawy zatrucia takie jak ślinotok, drgawki, zaburzenia oddychania. Powoduje także miejscowe podrażnienia śluzówki układu pokarmowego, pieczenie w jamie ustnej i gardle, wymioty. Przy spożyciu niewielkich ilości rośliny, szybko występujące wymioty z reguły zapobiegają wchłanianiu cytyzyny i rozwinięciu się zatrucia.

## Zastosowanie
Ze względu na podobieństwo sposobu działania do nikotyny stosuje się ją w niewielkich ilościach jako substytut nikotyny w łagodzeniu objawów głodu nikotynowego podczas leczenia nikotynizmu. Terapię rozpoczyna się na 5 dni przed rzuceniem palenia, trwa 25 dni.

## Preparaty dostępne w Polsce
Dostępna w tabletkach po 1,5 mg:
- Desmoxan[10]
- Recigar[11]
- Tabex[12].